# Mesocyclops thermocyclopoides
Mesocyclops thermocyclopoides är en kräftdjursart som beskrevs av Hiroshi Harada 1931. Mesocyclops thermocyclopoides ingår i släktet Mesocyclops och familjen Cyclopidae. Inga underarter finns listade i Catalogue of Life.